# Mortrée (gemeente)
Mortrée is een fusiegemeente (commune nouvelle) in het Franse departement Orne (regio Normandië). De plaats maakt deel uit van het arrondissement Argentan. Mortrée is op 1 januari 2019 ontstaan door de fusie van de gemeenten Mortrée en Saint-Hilaire-la-Gérard; deze kregen de status van commune deleguée. Mortrée telde op 1 januari 2022 1.125 inwoners.

## Geografie
De oppervlakte van Mortrée bedroeg op 1 januari 2022 32,26 vierkante kilometer; de bevolkingsdichtheid was toen 34,9 inwoners per km².

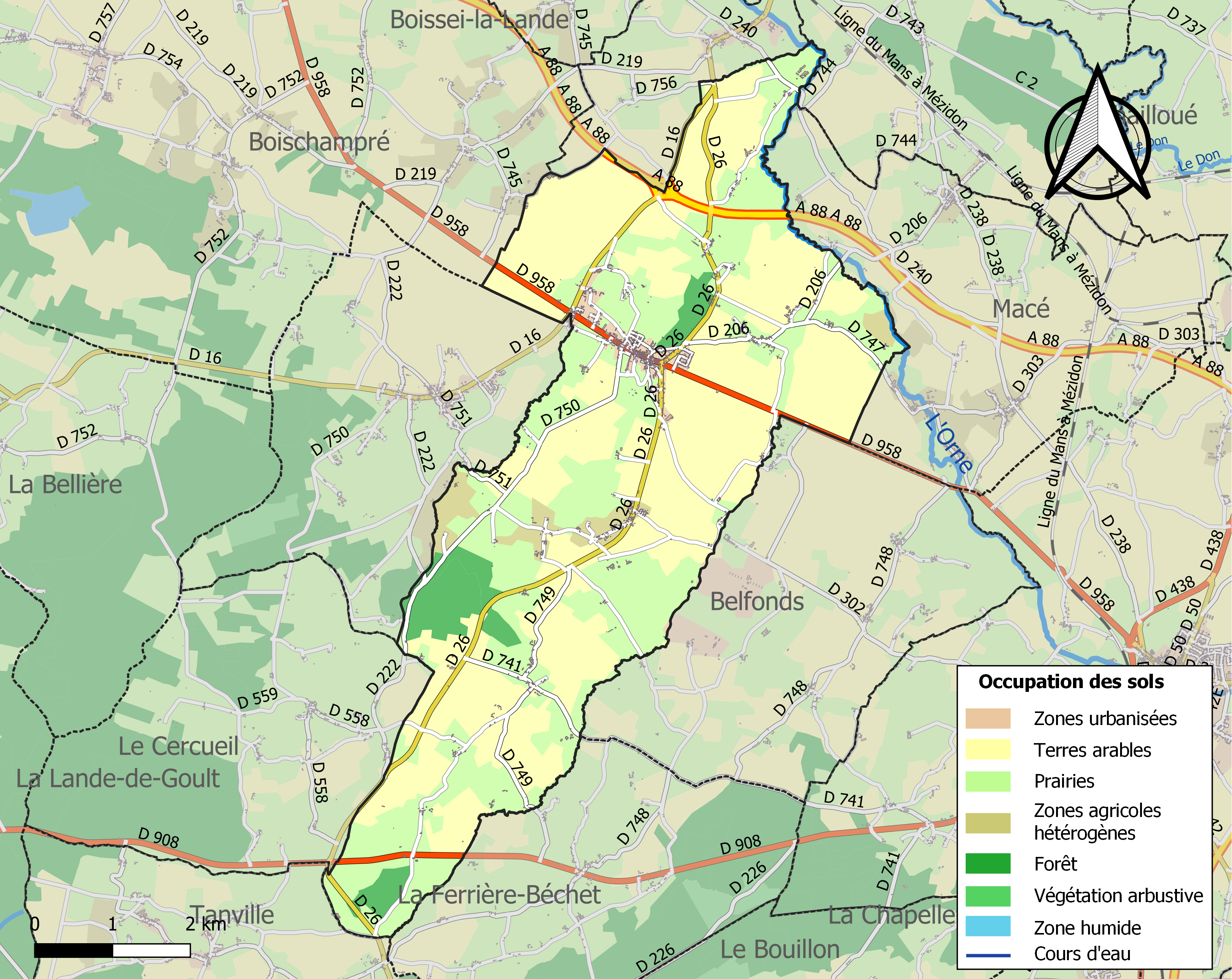
Kaart van de gemeente met belangrijkste infrastructuur, bodemgebruik en omliggende gemeenten

## Demografie
Onderstaande figuur toont het verloop van het inwonertal (bron: INSEE-tellingen).